# Биллингхёрст, Роза Мэй
Роза Мэй Биллингхёрст англ. Rosa May Billinghurst; 31 мая 1875, Луишем, Большой Лондон — 29 июля 1953, Твикнем, Большой Лондон) — суфражистка и активистка движения За права женщин. Она была известна как «суфражистка-инвалид», поскольку вела предвыборную кампанию на трёхколёсном велосипеде.

## Биография

### Ранние годы
Родилась в 1875 году в Луишеме, Лондон, второй из девяти детей Генри Фарнкомба Биллингхёрста и Розы Энн (Бринсмид) Биллингхёрст. Её мать происходила из семьи, занимавшейся производством пианино, а отец был банкиром. В детстве пережила полиомиелит, который лишил её возможности ходить. Она носила ножные кандалы и пользовалась либо костылями, либо модифицированным трехколесным велосипедом. В юношестве активно занималась социальной работой в работном доме в Гринвиче, преподавала в воскресной школе и присоединилась к Группе надежды, благотворительной организации, пропагандирующей трезвый образ жизни среди молодёжи.

### Политика
Роза Мэй стала полезным членом Женской либеральной ассоциации, а затем, в 1907 году, членом Женского социально-политического союза (WSPU).  Несмотря на свою инвалидность, в июне 1908 года она приняла участие в марше WSPU к Альберт-холлу. Биллингхёрст помогла организовать WSPU ответную реакцию на проходившие выборы в Хаггерстоне в июле 1908 года. Голосование проводилось в тот день, когда двадцать четыре суфражистки были освобождены из тюрьмы Холлоуэй и пришли на избирательный участок, чтобы «не допустить либералов». Предполагалось, что она была виновником инцидента с полицей в 1909 году. Энни Барнс видела, как она отвлекала полицейскую лошадь, смеясь над тем, как другая женщина опрокинула наездника, и он упал в лошадиное корыто. В итоге Роза Мэй, находившаяся в инвалидной коляске была арестована и грубо отправлена в ожидающий полицейский фургон.

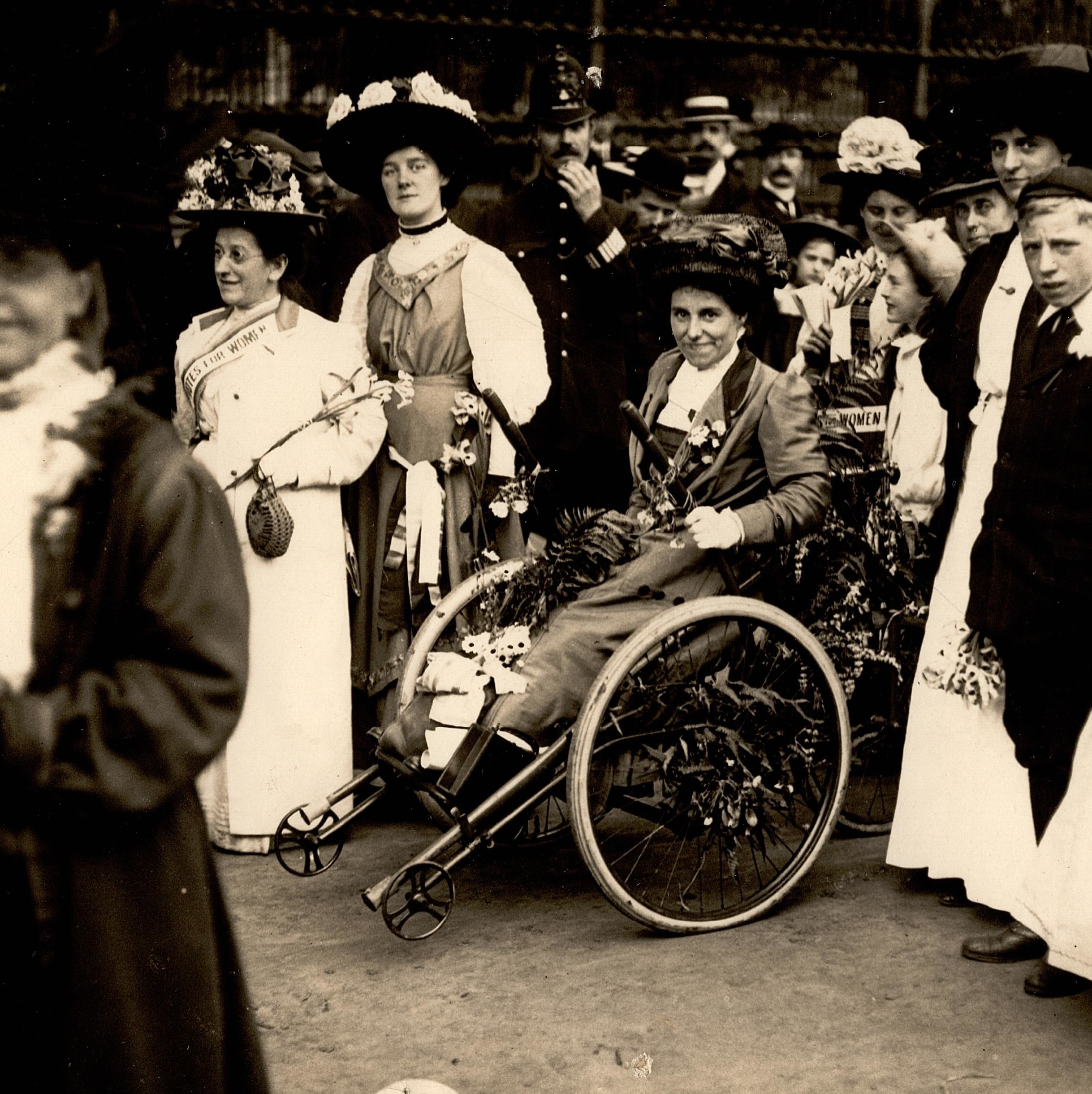
Биллингхёрст на демонстрации

Два года спустя она основала Гринвичский филиал WSPU. В качестве первого секретаря она принимала участие в демонстрации, получившей название «Черной пятницы». Для удобства передвижения она использовала адаптированный трёхколёсный велосипед. Однако это не спасло её от очередного ареста. Полицейские опрокинули Биллингхёрст с велосипеда, но она была готова оказаться в таком беспомощном положении, чтобы привлечь дополнительное внимание к движению за избирательные права и принести пользу делу. Полиция также воспользовалась ее инвалидностью, бросив в переулке среди агрессивной толпы, при этом спустив шины её велосипеда, вынув клапаны из колёс и забрав их с собой, чтобы лишить Билингхёрст дальнейшей возможности передигаться. Но ей удалось ближе подобраться к Палате общин в другой раз в 1911 году. Тогда полиция сочла лучшим решением атаковать ее велосипед с плакатом «Голоса для женщин» во время сумятицы.Считается также, что она была одной из суфражисток, уклонившихся от переписи 1911 года в ночь на воскресенье 2 апреля в ответ на призывы суфражистских организаций к бойкоту.

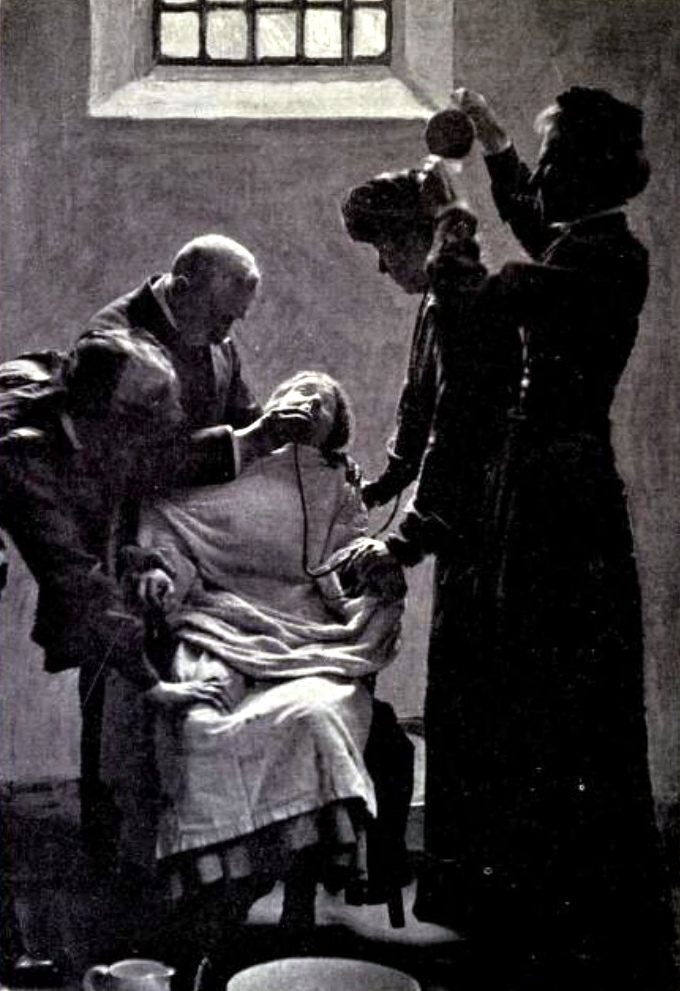
Насильное кормление суфражисток в тюрьме

После этих нападений, Биллингхёрст придумала свою тактику: она брала с собой костыли, которые расставляла по обе стороны от трёхколесного велосипеда и атаковала ими любого противника. В последующие несколько лет её арестовывали ещё несколько раз.
Суфражистка из Глазго, Джейни Аллан, очевидно, работала в партнерстве с Биллингхёрст во время кампании по разбиванию окон в марте 1912 года, причём Биллингхёрст, по-видимому, прятала запас камней под покрывалом, которое было наброшено на её колени. Первое пребывание Биллингхёрст в тюрьме Холлоуэй было следствием разбитого окна на Генриетта-Стрит во время этой кампании. Тюремные власти пришли в замешательство, когда её приговорили к одному месяцу каторжных работ, и приняли решение освободить её от тяжелого труда. Она подружилась со многими другими заключёнными, включая Доктора Элис Стюарт Кер, которая попросила Биллингхёрст, при освобождении, тайком переправить письмо своей дочери. 8 января 1913 года её судили в Олд-Бейли и приговорили к восьми месяцам тюрьмы Холлоуэй за порчу писем в почтовом ящике. Впоследствии она объявила голодовку, и была подвергнута насильственному кормлению вместе с другими суфражистками. Это тяжело отразилось на состоянии её здоровья, и Биллингхёрст освободили через две недели. После этого она была награждена медалью «За доблесть», которую получали все участницы движения суфражисток, прошедших через процедуру принудительного кормления.
Она выступала на публичном собрании в Вест-Хэмпстеде в марте 1913 года. 24 мая она приковала себя цепью к воротам Букингемского дворца, а 14 июня на своём трёхколёсном велосипеде, одетой в белое участвовала в похоронной процессии Эмили Уайлдинг Дэвисон, пострадавшей за правое дело. Биллингхёрст также приняла участие в массовой делегации суфражисток с петицией к королю Георгу V 21 мая 1914 года. Хотя она не была арестована, двое полицейских намеренно вытащили её из трёхколёсного велосипеда, и другой суфражистке, Шарлотте Дрейк, пришлось самостоятельно усадить её обратно.
Биллингхёрст поддержала инициативу Панкхёрстов, когда они решили отдать приоритет внимания поддержке государства во время войны, а не кампании за права женщин. Она помогала в избирательной кампании Кристабель Панкхёрст, которая баллотировалась в Сметвике в 1918 году. Однако она вступила в Женскую лигу свободы и стала членом Братства суфражисток. Она поддерживала Фонд кино Джилл Крейги в борьбе за равную оплату труда.
Биллингхёрст прекратила свою деятельность по борьбе за избирательное право женщин после того, как парламентский закон 1918 года предоставил некоторым женщинам право голоса. Позже она присутствовала на похоронах Эммелин Панкхёрст и открытии посвященного ей памятника в 1930 году.

## Личная жизнь
В 1911 году она жила с родителями в доме 7 по Окхерст-Роуд, Луишем. 
Также у Биллингхёрст в собственности находился загородный дом в Санбери, графство Суррей (но тогда в Мидлсексе), где она жила со своим приёмным ребенком Бет. С тех пор Бет написала книгу, описывающую её отношения с приёмной матерью. Её братом был Альфред Джон Биллингхёрст, художник, с которым она жила после 1914 года.
Она умерла 29 июля 1953 года в больнице в Твикенхэме, завещав своё тело науке.

## Наследие
Имя и изображение Биллингхёрст (также как и 58 других суфражисток) размещены на постаменте статуи Миллисент Фосетт на Парламентской площади в Лондоне, открытой в 2018 году.
Архивы Биллингхёрст хранятся в Женской библиотеке в библиотеке Лондонской школы экономики.